# Mount Auburn (Iowa)
Mount Auburn est une ville du comté de Benton, en Iowa, aux États-Unis. La ville est fondée en 1871, lorsque la ligne de chemin de fer Burlington, Cedar Rapids and Minnesota Railway arrive dans cette région. 

## Source de la traduction
- (en) Cet article est partiellement ou en totalité issu de l’article de Wikipédia en anglais intitulé « Mount Auburn, Iowa » (voir la liste des auteurs).